# Клочков Андрій Ілліч
Андрій Ілліч Клочко́в (1897 , Суподєєво, Ардатовський повіт, Симбірська губернія, Російська імперія  — 1 вересня 1938 , Москва ) — радянський діяч органів міліції та державної безпеки, старший майор міліції. Кандидат у члени ЦК КП(б) Білорусі. Депутат Верховної Ради УРСР першого скликання (1938).

## Біографія
Народився в бідній родині сільського тесляра в селі Суподєєво, тепер Суподєєвка, Ардатовський район, Мордовія, Росія. Трудову діяльність розпочав із сімнадцятирічного віку. З 1914 року працював кочегаром землечерпалки «Деволян» управління Волго-Каспійського каналу на Волзі біля міста Астрахань. Потім переїхав до двоюрідного брата в місто Ревель (тепер — Таллінн), де працював три роки учнем токаря і токарем по металу «Російсько-балтійського суднобудівного заводу».
Член РСДРП(б) з травня 1917 року.
З 1918 року працював у органах ВНК(ВЧК)-ОДПУ СРСР. З травня 1918 року — співробітник «летючого» загону Ардатовської повітової надзвичайної комісії (ЧК) по боротьбі з контрреволюцією Симбірської губернії. З серпня 1918 року навчався на інструкторських курсах ВЧК у Москві. З листопада 1918 року — голова Свіяжської повітової надзвичайної комісії (ЧК) по боротьбі з контрреволюцією Казанської губернії. Потім працював у особливому відділі Туркестанського фронту і в прикордонних загонах.
З жовтня 1922 року — заступник начальника Челябінського губернського відділу ДПУ РРФСР. З вересня 1923 року — начальник Златоустівського окружного відділу ОДПУ на Уралі. З 1924 по 1935 рік працював у місті Свердловську: начальником відділу повноважного представника ОДПУ, помічником повноважного представника ОДПУ в Уральській області, а у березні 1934 — лютому 1935 року — начальником Управління робітничо-селянської міліції НКВС Свердловської області і помічником начальника Сведловського обласного управління НКВС.
З лютого 1935 року працював у органах НКВС Білоруської СРР. У жовтні 1936 — квітні 1937 року — помічник народного комісара внутрішніх справ Білоруської СРР — начальник Управління робітничо-селянської міліції НКВС Білоруської СРР.
У квітні — жовтні 1937 року — начальник Управління робітничо-селянської міліції НКВС Азово-Чорноморського краю. У жовтні 1937 — березні 1938 року — начальник Управління робітничо-селянської міліції НКВС Ростовської області.
11 березня 1938 — серпень (офіційно 16 грудня) 1938 року — начальник Управління робітничо-селянської міліції НКВС Української РСР. За сумісництвом, у травні — серпні 1938 року — заступник начальника УНКВС по Київській області — начальник Управління робітничо-селянської міліції НКВС Київської області.
26 червня 1938 року обраний депутатом Верховної Ради УРСР першого скликання по Єжовській виборчій окрузі № 190 Дніпропетровської області.
Влітку 1938 року заарештований органами НКВС. 1 вересня 1938 року розстріляний.

## Звання
- старший майор міліції (11.07.1936)

## Нагороди
- орден Червоної Зірки (13.11.1937)
- почесний ювілейний знак «ВЧК—ГПУ (V)» (1924, № 246)
- знак «Почесний працівник ВЧК—ГПУ (XV)» (1934)
- знак «Почесний працівник робітничо-селянської міліції» (1934)